# وو جینگبیائو
وو جینگبیائو (به انگلیسی: Wu Jingbiao) زاده ۱۰ ژانویه ۱۹۸۹ است. او وزنه‌بردار کشور چین است.
وو دو بار در سال‌های ۲۰۱۰ و ۲۰۱۱ در مسابقات وزنه‌برداری قهرمانی جهان در دستهٔ ۵۶ کیلوگرم قهرمان شده‌است. هم‌چنین در المپیک لندن به مدال نقرهٔ همین وزن دست یافته‌است.